# 広島ハンドボール応援プログラム HAND'S TWO HANDS
広島ハンドボール応援プログラム HAND'S TWO HANDS（ひろしまハンドボールおうえんプログラム・ハンズ・ツー・ハンズ）は、かつて広島FMで毎週水曜日の20：00-20：55まで放送されていたラジオ番組。

## 概要
2007年7月スタート。タイトル通り、ワクナガレオリックや広島メイプルレッズなどの広島県内のハンドボールの話題を伝える番組である。毎週現役選手を招いてトーク形式で番組が進められる。
なお、広島FMではこの時間帯の月曜から木曜まではスポーツ応援番組枠となっている。

## パーソナリティー
- DJ : 渡部裕之
- 長澤純平（元湧永製薬選手）

## 放送時間
毎週水曜日 20：00-20：30

## 提供スポンサー
- 湧永製薬